# Accident ferroviaire de Dete
 (janvier 2022).
Si vous disposez d'ouvrages ou d'articles de référence ou si vous connaissez des sites web de qualité traitant du thème abordé ici, merci de compléter l'article en donnant les références utiles à sa vérifiabilité et en les liant à la section « Notes et références ».
L’accident ferroviaire de Dete s'est produit le 1er février 2003 à Dete (en) au Zimbabwe, dans l'ouest du pays, à environ 140 kilomètres des chutes Victoria.

## Déroulement
À Dete (en), au Zimbabwe, le 1er février 2003 un accident ferroviaire a impliqué la collision d'un train de voyageurs bondé et d'un transport industriel transportant des camions-citernes remplis d'un liquide hautement inflammable roulant en direction d'une mine de charbon sur la ligne de Bulawayo aux Chutes Victoria. Le train de voyageurs rapide, qui transportait plus de 1 100 passagers, serait entré en collision avec le train de marchandises roulant plus lentement après une défaillance de la signalisation. Le train a quitté les voies, onze wagons étant projetés en l'air ou renversés. Les matières inflammables à l'intérieur des wagons ont ensuite pris feu et se sont propagées au train de marchandises industrielles.

## Secours
Bien que l'incendie ait rapidement consumé les deux trains, l'Unité de protection civile du Zimbabwe est arrivée rapidement et a pu secourir de nombreuses personnes piégées avant que les flammes ne les atteignent. Le nombre total de victimes est de 50 tués et 64 blessés grièvement dans l'accident, avec bien plus d'une centaine de blessés légers. Toutes les victimes ont été transférées dans un hôpital de Hwange, situé dans la région.
Un groupe de membres du Lions club, dont certains étaient des passionnés de chemin de fer, voyageant pour une conférence à Victoria Falls, dormaient dans leurs couchettes à l'arrière du train. Indemnes, ils ont rapidement quitté le train et ont pu constater que le feu consumait les voitures et que les deux dernières voitures étaient toujours sur les rails. En remontant dans la voiture la plus à l'arrière, ils rassemblèrent les draps, les nouèrent ensemble, puis déconnectèrent les deux dernières voitures du train. À l'aide des feuilles, ils ont retiré manuellement les deux derniers wagons du train en feu, les sauvant ainsi d'une destruction certaine[pas clair]. Une locomotive est arrivée plus tard et a remorqué les deux voitures avec de nombreux survivants indemnes jusqu'à Bulawayo.

## Réactions
La censure des médias par l'État de Robert Mugabe signifiait que tous les reportages annonçaient que la catastrophe était le résultat d'un boycott étranger des produits zimbabwéens, ce qui avait conduit à des réserves de devises étrangères très limitées, de sorte que les trains étaient surpeuplés parce que les transports routiers ne peuvent pas obtenir de carburant et que le matériel ferroviaire est obsolète parce que les réparations nécessaires ne peuvent pas être payées.
De nombreux organes de presse ont également laissé entendre que l'accident pourrait avoir été le résultat d'un sabotage par le parti rival au Zimbabwe, le Mouvement pour le changement démocratique, une position traitée avec un sérieux doute dans les articles de la presse étrangère.
L'accident était très probablement le résultat d'une panne d'équipement obsolète et mal entretenu sur le chemin de fer du Zimbabwe,[réf. nécessaire] ce qui signifiait que l'instruction de signal destinée à avertir le train de voyageurs approchant de la présence du train lent devant n'a jamais été reçue par le signal et donc jamais affichée, entraînant l'accident.